# Le Mesnil-le-Roi
Le Mesnil-le-Roi ist eine französische Gemeinde mit 6340 Einwohnern (Stand 1. Januar 2022) im Département Yvelines in der Region Île-de-France. Le Mesnil-le-Roi gehört zum Arrondissement Saint-Germain-en-Laye und zum Kanton Sartrouville. Die Einwohner werden Mesnilois genannt.

## Lage
Le Mesnil-le-Roi befindet sich am linken Ufer der Seine. Es wird umgeben von den Nachbargemeinden Maisons-Laffitte im Norden, Montesson im Osten sowie von Saint-Germain-en-Laye im Süden und im Westen.
Im Westen liegt der Forêt de Saint-Germain-en-Laye, ein 35 Quadratkilometer großes Waldgebiet.

## Bevölkerungsentwicklung
| Jahr      | 1793 | 1821 | 1841 | 1861 | 1881 | 1901 | 1921 | 1946 | 1962 |
| Einwohner | 483  | 458  | 515  | 619  | 714  | 810  | 1140 | 2079 | 5120 |

| Jahr      | 1968 | 1975 | 1982 | 1990 | 1999 | 2006 | 2011 |
| Einwohner | 5473 | 5680 | 5557 | 6206 | 6207 | 6386 | 6408 |

## Partnergemeinden
Mit der britischen Gemeinde Newmarket in Suffolk (England) besteht eine Partnerschaft.

## Persönlichkeiten

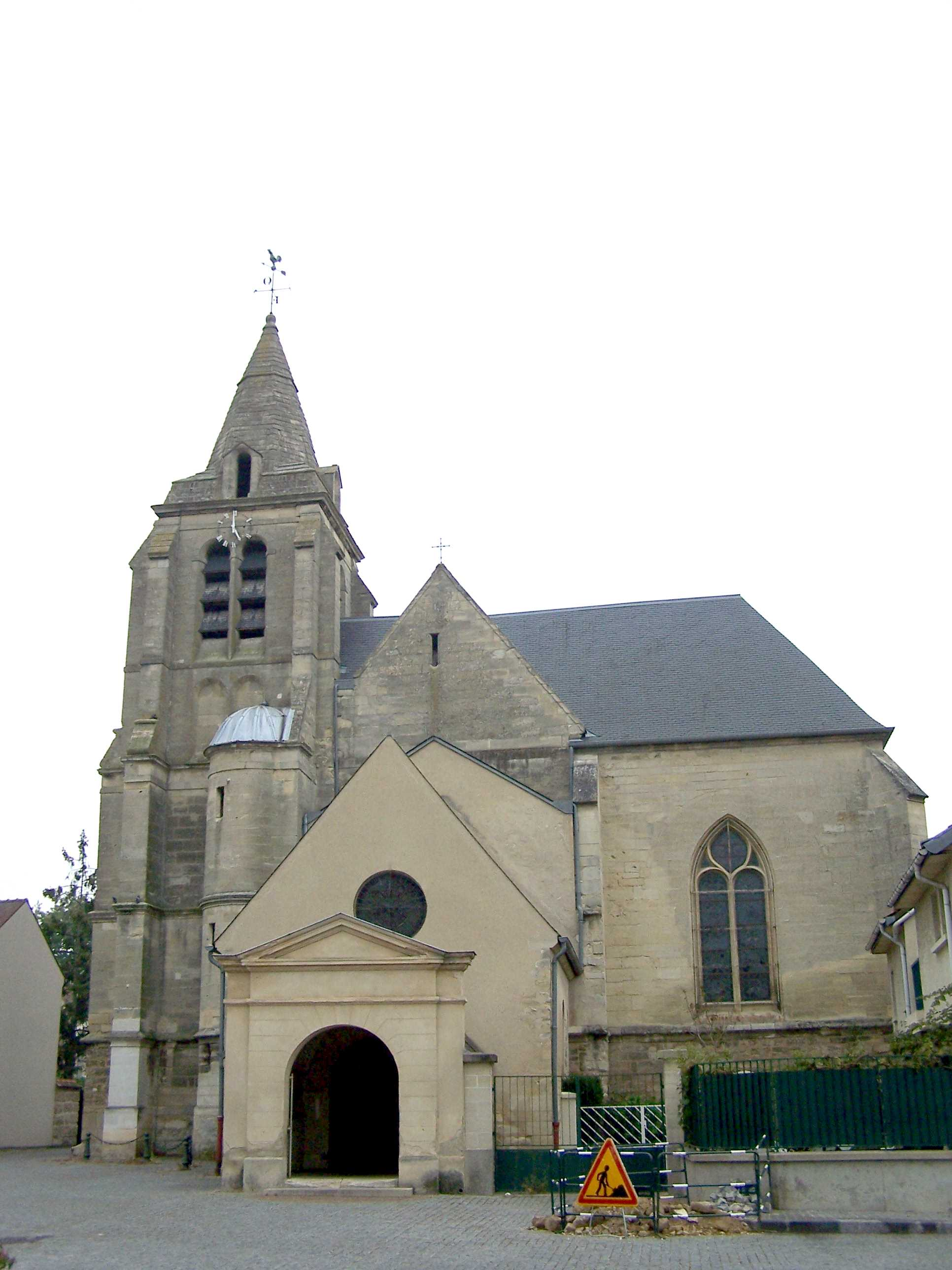
Kirche Saint-Vincent

- Émile Littré (1801–1881), Philologe, Philosoph und Medizinhistoriker, wohnte in Le Mesnil-le-Roi
- Jeanne Bourin (1922–2003), Schriftstellerin und Sachbuchautorin
- Élina Labourdette (1919–2014), Schauspielerin

## Sehenswürdigkeiten
Siehe auch: Liste der Monuments historiques in Le Mesnil-le-Roi
- Kirche Saint-Vincent, im gotischen Stil erbaut, 1587 geweiht
- Château de Val aus dem 17. Jahrhundert
- Die Orangerie des früheren Château du Mesnil